# Javorina

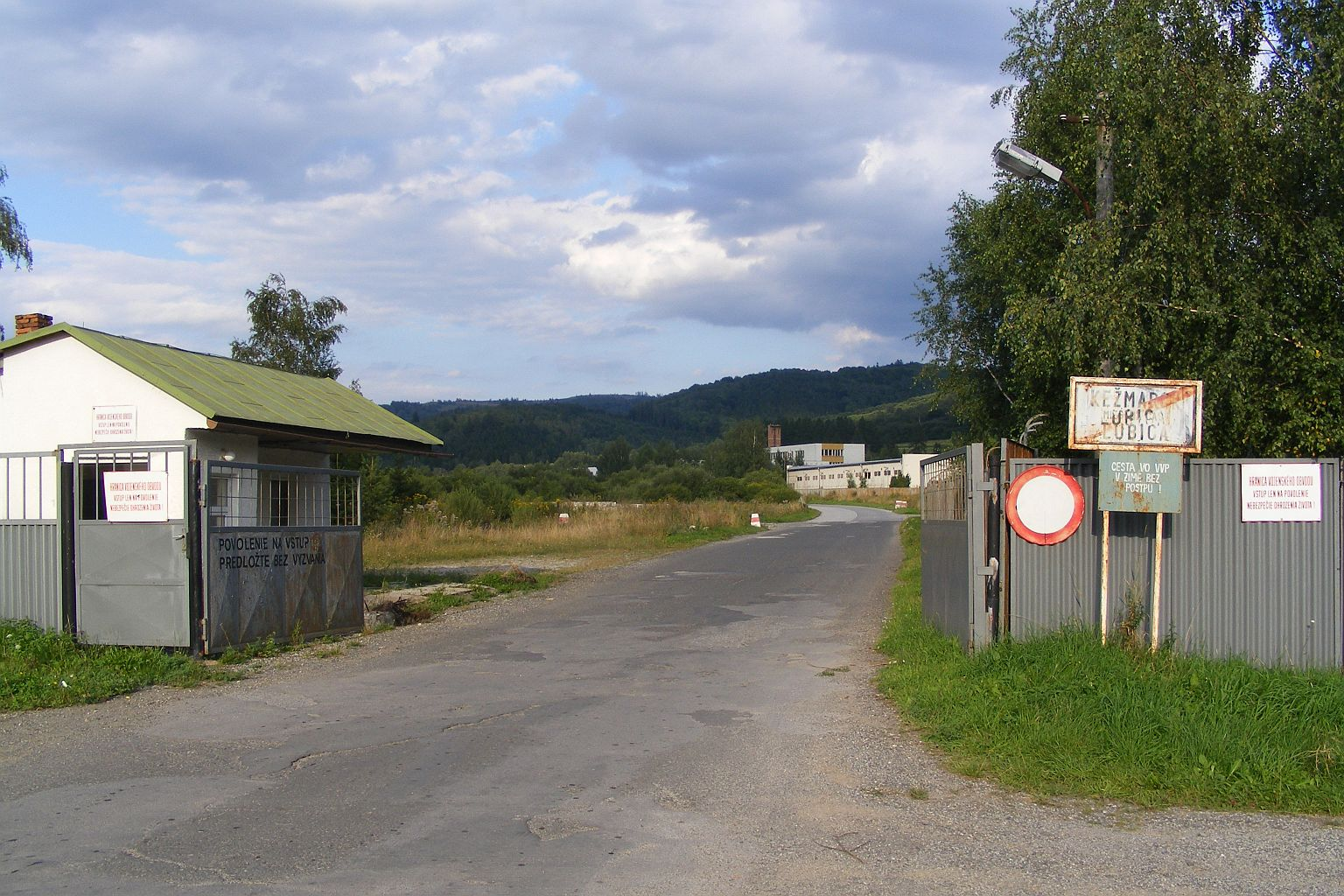
Intrarea în zona militară

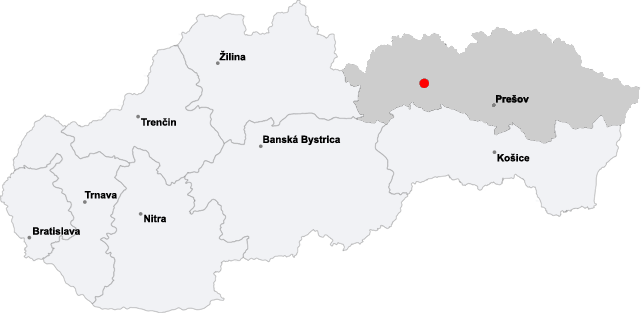
Localizarea Javorinei în Slovacia

Javorina (în maghiară Javorina, în germană Uhrngarten) este o comună din nordul Slovaciei, inclusă în districtul Kežmarok al regiunii Prešov. Ea se află în munții Levoča, la o altitudine de 1.143 m, și are o suprafață de 316,24 km².
Este echivalată din punct de vedere statistic cu o comună, dar, în fapt, este o zonă militară (vojenský obvod), înființată în 1952, fără locuitori permanenți.

## Istoric
Zona militară a fost înființată în 1952 pe teritoriul cadastral a patru sate (Blažov, Dvorce, Ruskinovce, Ľubické Kúpeľe) și pe teritoriul cadastral parțial al altor 22 de sate.